# Verkehrsbetriebe St. Gallen
Die Verkehrsbetriebe St. Gallen (VBSG), früher Verkehrsbetriebe der Stadt St. Gallen, sind eine Dienststelle der Stadtverwaltung, die verantwortlich ist für den öffentlichen Personenverkehr in der schweizerischen Stadt St. Gallen. Sie geht zurück auf einen Beschluss der Bürgerversammlung vom 10. November 1895, die Konzession für die zu bauende Trambahn St. Gallen (TStG) selbst zu übernehmen  Sie trat ab 1897 als Verkehrsunternehmen auf, die heutige Bezeichnung führt sie seit dem 1. Mai 1950.
Das Unternehmen betrieb ursprünglich die am 20. Mai 1897 eröffnete Strassenbahn St. Gallen, die zwischen 1950 und 1957 sukzessive durch den Trolleybus St. Gallen ersetzt wurde. Ergänzt wurde der elektrische Verkehr durch diverse Autobus-Linien, die teilweise auch angrenzende Gemeinden bedienen. Ab 2018 erfolgte eine konsequente Umstellung auf elektrisch betriebene Busse, die teilweise unter Fahrleitung, teilweise mit Batterien fahren. Daneben betreiben die VBSG auch die Mühleggbahn, eine Standseilbahn, die vom Kloster nach St. Georgen führt.
Die VBSG sind eine Dienststelle der Technischen Betriebe der Stadt St. Gallen, haben also keinen eigenständigen Rechtsstatus. 2008 wurde begonnen die Fahrzeuge nicht mehr mit Verkehrsbetriebe St. Gallen, sondern mit st.gallerbus anzuschreiben.
Die Verkehrsbetriebe St. Gallen sind, seit Gründung des Verbundes, Mitglied im Tarifverbund Ostwind. Das Netz der VBSG befindet sich in den Tarifzonen 210 und 211. Am 6. Juni 2024 übernahm Daniel Zuberbühler die Unternehmensleitung der VBSG von Ralf Eigenmann.
Am 9. Dezember 2018 wurde eine weitgehende Reform des Liniennetzes durch die VBSG vorgenommen, wobei sowohl die Linienführung als auch die Nummerierung erneuert wurde.
Seit Ende 2024 werden 90 % der Fahrgäste elektrisch befördert werden. Dafür wurden neue Fahrleitungen gebaut und Hess-Batterietrolleybusse für die Linien 3, 4, 6, 7 und 8 angeschafft. Die Die Umstellung erfolgte in zwei Phasen. In der ersten Phase wurde auf den Linien 3, 4 und 6 punktuell die Fahrleitungsanlage erweitert und die Dieselgelenkbusse durch Batterietrolleybusse ersetzt. In der zweiten Phase wurden auch auf den Linien 7 und 8 die Dieselgelenkbusse durch Batterietrolleybusse. Mittelfristig sollen bis 2030 alle verbleibenden Dieselbusse durch emissionsfreie Fahrzeuge ersetzt werden.

## Linien

### Aktuell
Mit dem Fahrplanwechsel am 9. Dezember 2018 wurde der Streckenplan radikal umgestellt, bis auf die Linien 1 und 5 haben sowohl die Nummern als auch grösstenteils die Kursläufe geändert. Auf drei Linien, die derzeit mit Dieselbussen betrieben werden, werden seit 2021 neue Batterietrolleybusse eingesetzt. Ausserdem werden in Zukunft zusätzliche Streckenabschnitte elektrifiziert.
St.Gallerbus-Linien
- 1 Winkeln – St. Gallen Bahnhof – Stephanshorn (Doppelgelenktrolleybusse und Gelenktrolleybusse)
- 2 Wolfganghof – St. Gallen Bahnhof – Guggeien (Doppelgelenktrolleybusse und Gelenktrolleybusse)
- 3 Abtwil Säntispark – St. Gallen Bahnhof – Olma Messen – (Heiligkreuz) – Wittenbach Bahnhof (Doppelgelenkbatterietrolleybusse, als Reservefahrzeuge kommen Batterietrolleybusse und Bus-Züge zum Einsatz)
- 4 Abtwil St. Josefen – St. Gallen Bahnhof – Olma Messen – Wittenbach Zentrum – Wittenbach Bahnhof (Doppelgelenkbatterietrolleybusse, als Reservefahrzeuge kommen Batterietrolleybusse und Bus-Züge zum Einsatz)
- 5 Riethüsli – St. Gallen Bahnhof – Rotmonten (Gelenktrolleybusse)
- 6 Bach St. Georgen – St. Gallen Bahnhof – Olma Messen – Bachstrasse – Heiligkreuz (Batterietrolleybusse)
- 7 Hinterberg – St. Gallen Bahnhof – Neudorf (Batterietrolleybusse als Reservefahrzeuge, Dreiachser und Bus-Zug)
- 8 Wendeplatz Stocken – St. Gallen Bahnhof – Neudorf (Batterietrolleybusse als Reservefahrzeuge, Dreiachser und Bus-Zug)
- 9 Hölzli – St. Gallen Bahnhof – Schuppis Nord (Standardbusse)
- 10 Oberhofstetten – St. Gallen Bahnhof – Oberhofstetten (Midi Busse)
- 11 Abacus-Platz – St. Gallen Bahnhof – Abacus-Platz (Midi Busse, Standardbusse)
- 12 Abtwil Sonnenberg – Spisegg – St. Gallen Bahnhof – Abtwil Sonnenberg (Standardbusse, Dreiachser)
- N91 St. Gallen Bahnhof – Guggeien – Stephanshorn – Mörschwil – Steinach – Horn (Gelenkbusse)
- N92 St. Gallen Bahnhof – Ahorn – Wolfganghof – Abtwil SG, St.Josefen (Gelenkbusse)

Extra-Buslinien
- Bäderbus St. Gallen Bahnhof – Marktplatz – Dreilinden (Standardbusse) (Fährt nur im Sommer und bei schönem Wetter).
- P+R Olma Messen – Autobahn A1 – P+R Breitfeld (Gelenkbusse) Bis 19:00 Uhr (Verkehrt nur an Messetagen: OLMA / Offa usw.)
- P+R Olma Messen – St.Gallen Bahnhof – P+R Breitfeld (Gelenkbusse) Ab 19:00 (Verkehrt nur an Messetagen: OLMA / Offa usw.)
- 3E St.Gallen Bahnhof – Olma Messen (Gelenkbusse) Bis 19:00 Uhr (Verkehrt nur an Messetagen: OLMA / Offa usw.)
- 5 St. Gallen Bahnhof – Riethüsli Direkt (Gelenkbusse, Batterietrolleybusse) Morgendlicher Extrakurs für Schüler der Berufsschule GBS (Verkehrt nur an Schultagen)

- E St.Gallen Bahnhof – Arena St.Gallen (Gelenkbusse)  (Fährt nur bei Fussballspielen und Konzerten)
- P+R Open Air, Sittertobel – P+R Breitfeld (Gelenkbusse)  (Verkehrt nur während Open Air)
- E Open Air, Sittertobel – St.Gallen Bahnhof Nord (Gelenkbusse) (Verkehrt nur während Open Air)

### Bis Dezember 2022
Bis zum Fahrplanwechsel 2023 wurden die Seebus-Linien durch die VBSG betrieben. Seit Dezember 2022 werden diese durch die Bus Ostschweiz bedient.
Seebus-Linien
- 251 Goldach Post – Rorschach Signalstrasse – Rorschach Hauptbahnhof – Seebleiche AB – Rorschacherberg Wilen
- 252  Rorschacherberg Post – Rorschach Signalstrasse – Sonnenhalde – Goldach Post
- 253 Goldach Post – Rorschach Signalstrasse – Rorschacherberg – Seehalde

### Bis Dezember 2018

#### Trolleybus
- 1 Winkeln–Erlachstrasse–Bahnhof–Neudorf–Stephanshorn
- 3 Bahnhof–Heiligkreuz
- 4 Wolfganghof–Erlachstrasse–Bahnhof–Neudorf–Guggeien
- 5 Riethüsli–Bahnhof–Rotmonten

#### Autobus
- 2 St. Georgen – Bahnhof – Ahorn – Bahnhof Haggen – Hinterberg
- 6 Bahnhof – Schoren
- 7 St. Josefen – Abtwil – Bahnhof – Neudorf via Wilen Achslen
- 8 St. Georgen – Bahnhof – Ahorn – Rosenbüchel – Wendeplatz Stocken
- 9 Bahnhof Nord – Rotmonten – Heiligkreuzstrasse – Neudorf – Gallusmarkt – Schuppis Nord
- 10 Oberhofstetten – Bahnhof – St. Fiden – Heiligkreuzstrasse – Abacus-Platz (Integration der Linie 12 per 15. Dezember 2013)
- 11 Bahnhof – Kirche Mörschwil
- 151 Bahnhof – Erlachstrasse – Arena – Mettendorf – Gossau Bhf (gemeinsam mit dem Regiobus)
- Bäderbus Bahnhof – Marktplatz – Dreilinden (Fährt nur im Sommer und bei schönem Wetter).

## Fahrzeuge

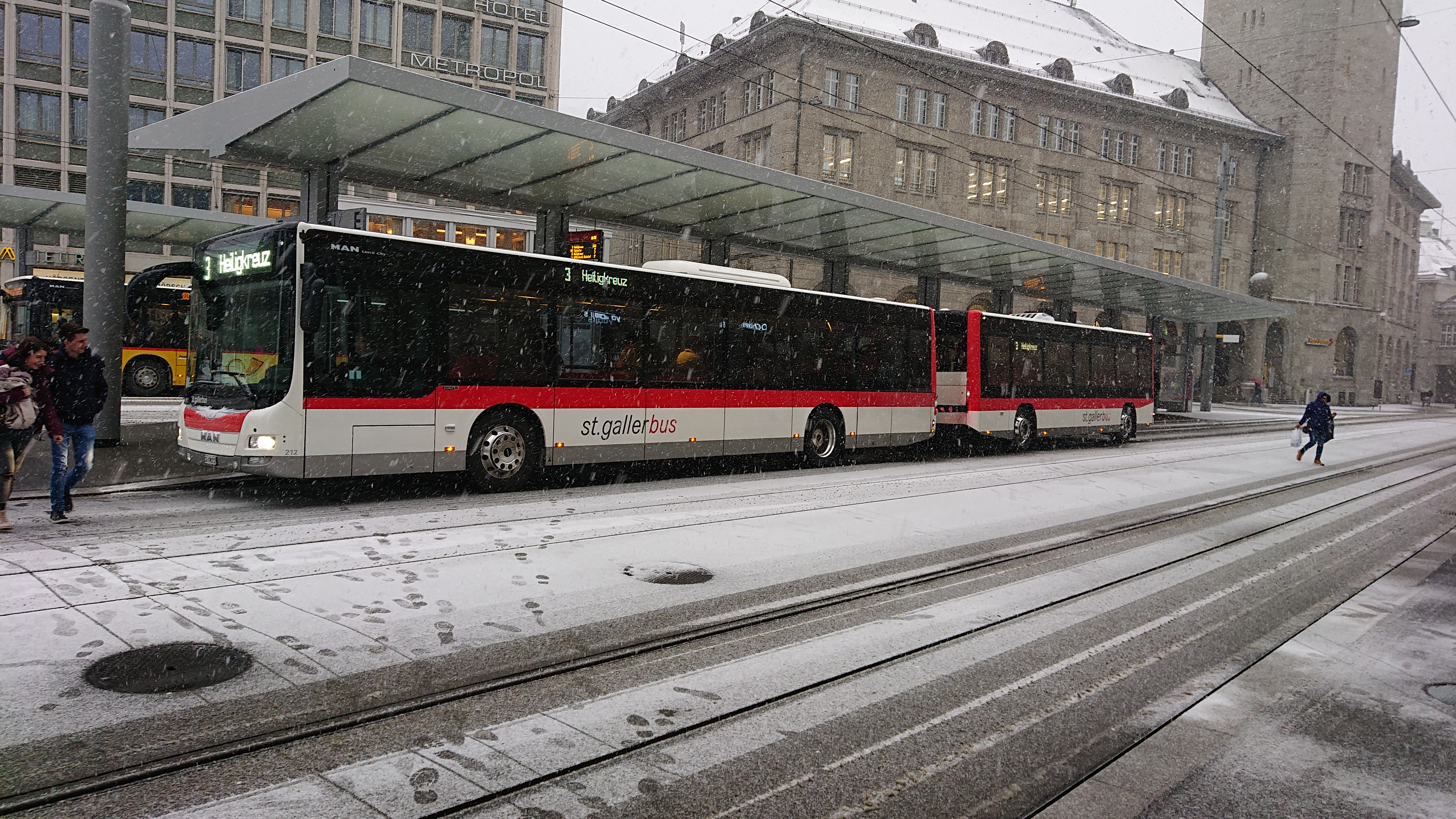
Zweiachsiger MAN-Solobus mit Anhänger, im Einsatz seit Dezember 2018

Die Trolleybusse und Autobusse der VBSG tragen die Stadtfarben Weiss-Rot-Schwarz und sind seit 2008 mit dem Schriftzug st. gallerbus versehen. An Festtagen und während Stadtfesten (zum Beispiel der OLMA) werden die Fahrzeuge mit je zwei Fähnchen geschmückt. Das eine ist meist dasjenige von Bund, Kanton oder Stadt, das andere entspricht dem Anlass.
Die Busse des Seebus (Region Rorschach) waren blau-weiss lackiert.

### Trolleybus

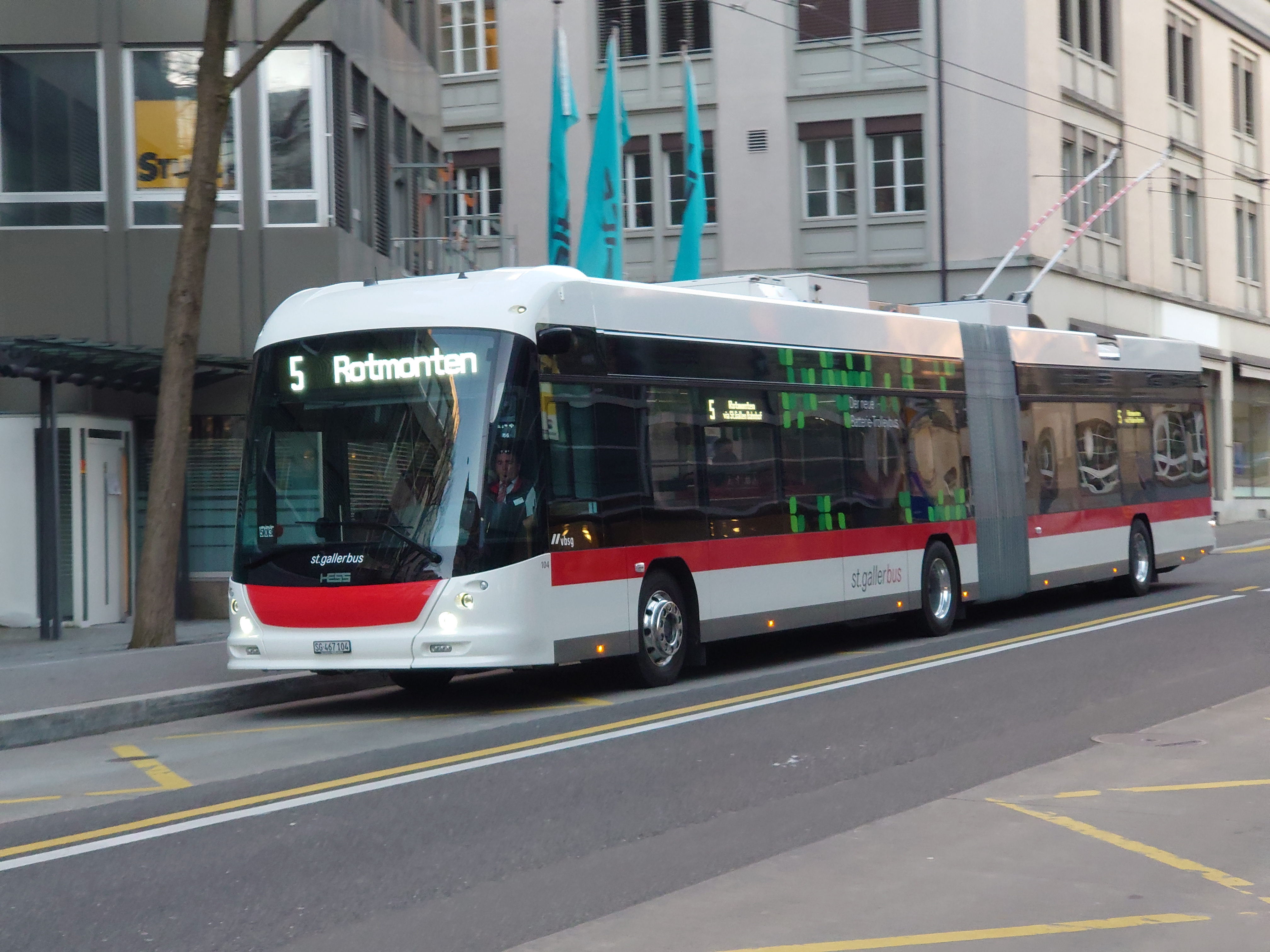
Einer der ersten 2021 in Betrieb gesetzten Gelenk-Trolleybusse mit Batterie vom Typ Hess lighTram 19 DC

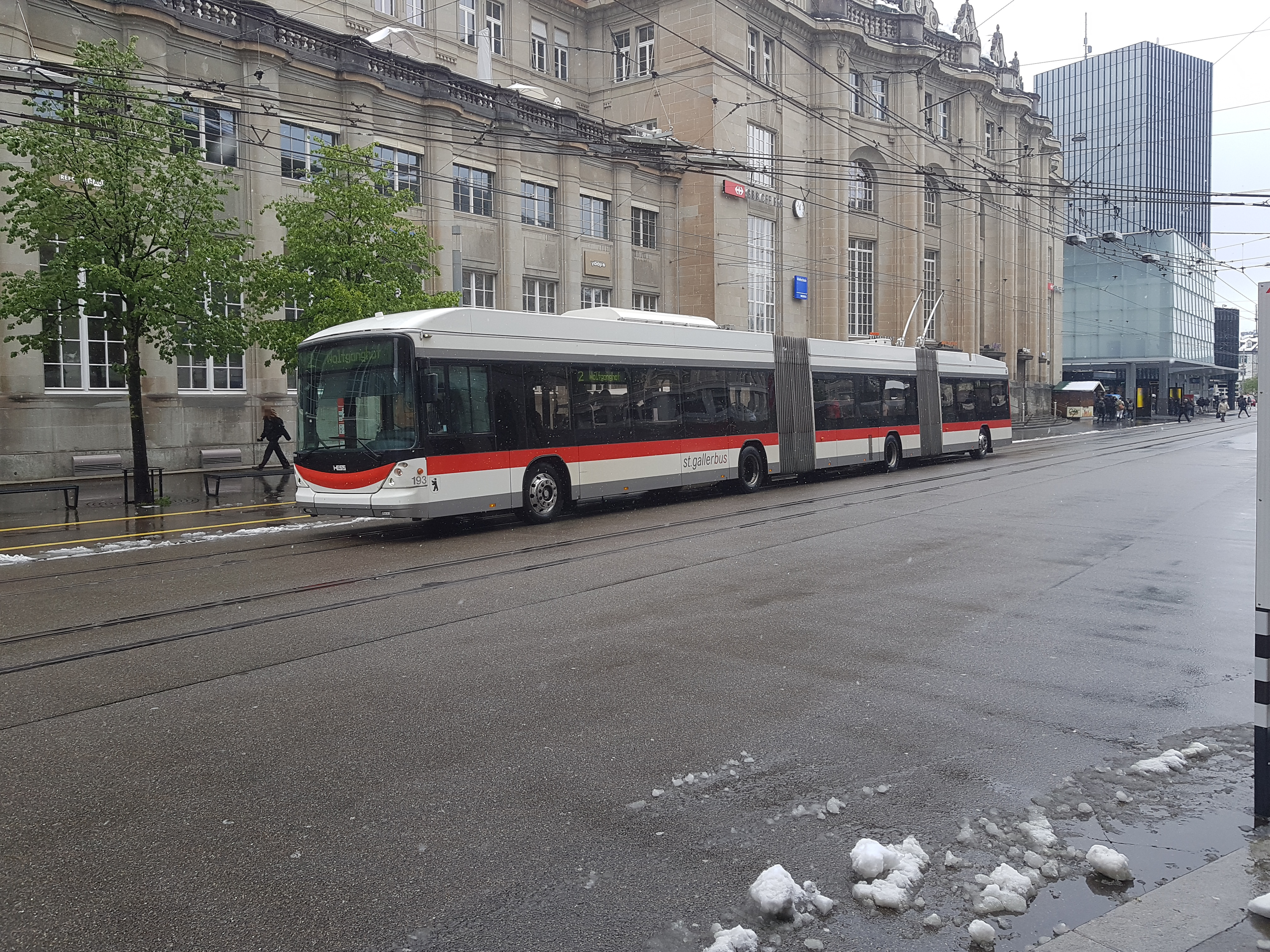
Doppelgelenk-Trolleybus am Bahnhof St. Gallen

In St. Gallen sind vier Strecken elektrifiziert. Drei Linien (1, 2 und 5) folgen diesen Strecken, während der Abschnitt vom Hauptbahnhof ins Heiligkreuz seit Winter 2018 mit Dieselbussen bedient wird, um die neuen Durchmesserlinien 3 und 4 zu ermöglichen. Bis 2020 wurden neue Batterietrolleybusse beschafft, die in der Lage sind, Teile ihres Umlaufs ohne Fahrleitung zu bewältigen. Sie ersetzten einen grossen Teil der bestehenden Dieselbusflotte und reduzieren gleichzeitig Lärm und Luftbelastung. Der Kredit dafür wurde im Herbst 2018 bewilligt. Die ersten beiden Batteriegelenktrolleybusse des Typs Hess lighTram Trolley wurden im Februar 2021 in Betrieb gestellt. 2021 kamen vier Trolleybusse und 11 Doppelgelenktrolleybusse dieser Bauart dazu.

### Batteriebus
Im April 2019 wurde auf der durch den Stiftsbezirk führenden Linie 11 der erste Batteriebus der VBSG in Dienst gestellt. Es handelt sich um einen Solaris Urbino 8.9LE electric des polnischen Herstellers Solaris Bus & Coach. Der Bus bietet Platz für 50 Passagiere und wird ausschliesslich für den Einsatz auf Quartierlinien verwendet. Die Batteriekapazität beträgt 160 kWh und reicht für 100 km oder 5 bis 6 Stunden Linienbetrieb aus. Danach wird der Bus durch einen Solo-Dieselbus ersetzt, während der Batteriebus zum Aufladen der Batterien für 4 Stunden in das Busdepot gebracht wird. Allfällige Fahrgäste müssen in diesem Fall an der Haltestelle Athletik Zentrum umsteigen. Ziel war es, mit dem Fahrzeug für die auf die folgenden Jahre geplante Elektrifizierung von Autobuslinien Erfahrungen zu sammeln.

### Autobus

#### Entwicklung des Fahrzeugbestands
Am 25. September 2005 beschloss das St. Galler Stimmvolk in einer Volksabstimmung mit einem klaren Ja die Ersatzbeschaffung für die damals 32 hochflurigen Autobusse des Unternehmens. Die daraufhin beschafften Fahrzeuge waren die ersten Niederflurbusse der Verkehrsbetriebe St. Gallen. Zuvor besassen diese bereits drei teilweise niederflurige Busse des Herstellers Daimler-Benz, die aber verkauft wurden. Wagen 209 ging dabei an die Appenzeller Bahnen, die zwei neueren Wagen 221 und 222 gelangten zu RTB Rheintal Bus.

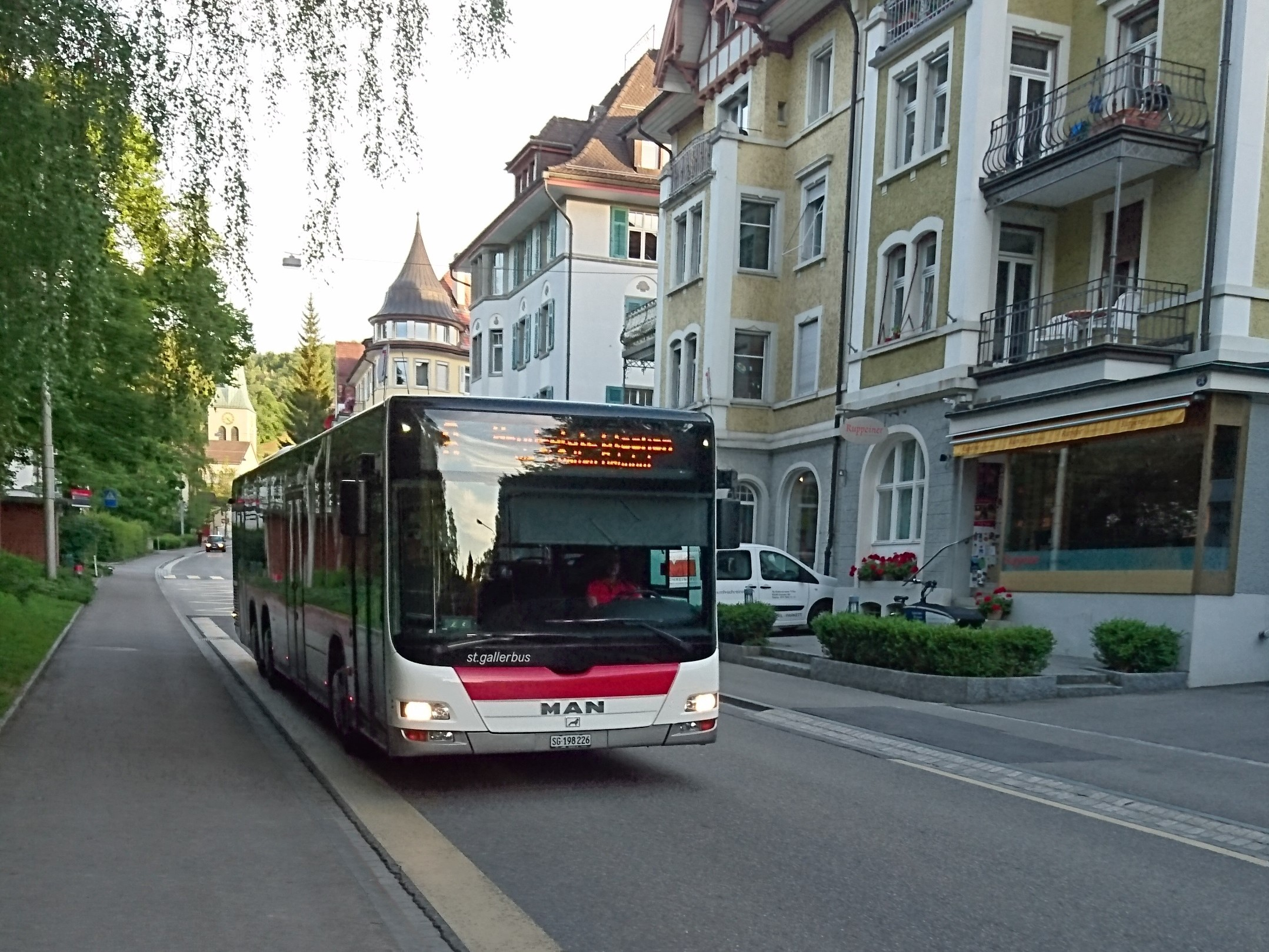
Dreiachsiger MAN-Solobus im Einsatz auf der Linie 8

2007 bestellten die VBSG zwei-, drei- und vierachsige MAN-Dieselbusse. Der erste von ihnen wurde am 9. Januar 2008 auf der Linie 9 in Betrieb genommen. Als erstes VBSG-Fahrzeug trug er statt der Initialen des Unternehmens die Marketingbezeichnung st. gallerbus. In der Folge wurden weitere zwei-, drei- und vierachsige Dieselbusse geliefert. Als weltweit einziges Unternehmen setzen die VBSG einen vierachsigen Gelenkbus des Typs MAN Lion’s City GXL ein. (Linie 7 und Extrafahrten). Ursprünglich waren drei Exemplare bestellt, da das Modell aber nicht in Serie ging, wurde nur der ehemalige Vorführwagen an die VBSG ausgeliefert.
Laut VBSG ist es das Ziel, die Dieselbusse, sobald die betrieblichen Voraussetzungen geschaffen sind (z. B. Bau neuer Fahrleitungen), durch die ab 2021 in Betrieb genommenen Gelenk- und Doppelgelenktrolleybusse zu ersetzen.

#### Gegenwärtiger Bestand
Quelle
- 1 zweiachsiger Batterie-Midibus (Solaris Urbino 8.9LE)
- 6 zweiachsige Midibusse (MAN Lion’s City A35)
- 17 zweiachsige Solobusse (MAN Lion’s City A37, A21 u. a.)
- 5 zweiachsige Personenanhänger (Hess) zu 9 Solobussen (MAN Lion’s City A21)
- 5 dreiachsige Solobusse (MAN Lion’s City A36, 2013)
- 1 dreiachsige Gelenkbusse (MAN Lion’s City A23, 2011)
- 1 vierachsiger Gelenkbus (MAN Lion’s City A43, 2007)

#### Ehemaliger Bestand (Auswahl)
- 10 Solobusse (Saurer, 1983)
- 1 Gelenkbus (NAW/Hess, 1987)
- 21 Gelenkbusse (NAW/Hess, 1988/89)
- 1 vierachsiger Gelenkbus (MAN Lion’s City A43, 2007)

Einige ausgemusterte Fahrzeuge, auch aus älteren Erneuerungsrunden, befinden sich – zum Teil noch mit Originallackierung – im Ausland im Einsatz. So beispielsweise in Polen, Bulgarien und Rumänien.